# Berliner Philharmonie
Berliner Philharmonie er en samling af koncertsale i Berlin og hjemsted for Berliner Philharmonikerne.
Philharmonie ligger i Tiergarten på Herbert-von-Karajan -Straße. Bygningen er en del af Kulturforum, komplekset af kulturinstitutioner tæt på Potsdamer Platz .
Philharmonie består af to sale, den store, med 2.440 pladser, og den mindre, Kammermusiksalen, med 1.180 pladser.

## Historie
Hans Scharoun tegnede bygningen,  som blev opført i årene 1960-1963. Den blev bygget som erstatning for den gamle Philharmonie, som var blevet ødelagt af britiske bombefly den 30. januar 1944.  Salen er en enestående bygning, asymmetrisk og teltlignende, med hovedkoncertsalen i form af en femkant ..Orkesterpodiet er i midten af salen, omgivet af siddepladser på alle sider. Denne stil blev banebrydende og model for andre koncertsale, herunder Sydney Opera House (1973), Denvers Boettcher Concert Hall (1978), Gewandhaus i Leipzig (1981), Walt Disney Concert Hall i Los Angeles (2003), DR Koncerthuset i København (2009) og Philharmonie de Paris (2014).  